# Елагабал
Вижте пояснителната страница за други личности с името Хелиогабал.
Елагабал (на латински: Elagaballus) или Хелиогабал (на латински: Heliogaballus), роден като Варий Авита Басиан (на латински: Varius Avitus Bassus), е римски император от династията на Северите, който се отъждествява с едноименното сирийско или финикийско божество Елагабал.
Управлявал от 218 до 222 г. под официалното име Марк Аврелий Антонин (на латински: Marcus Aurelius Antoninus), Елагабал е един от най-спорните и ексцентрични римски императори. Религиозен фанатик, по време на властването си демонстрира незачитане на римските традиции и сексуални табута, опитвайки се да наложи култа към Елагабал, сирийски бог на Слънцето, в чест на когото е издигнат храм на хълма Палатин. Там е донесен и свещеният камък, символ на божеството – голям черен коничен къс от метеорит, пазен в град Емеса, където бил върнат след падането на император Елагабал.

## Произход. Идване на власт.
Хелиогабал е син на Секст Варий Марцел, римски конник и сенатор, управител на императорските имоти при Септимий Север и на Юлия Соемия – дъщеря на Юлия Меса, която е сестра на императрица Юлия Домна. Така по майчина линия той е наследник на влиятелна и богата фамилия, от която произхождали местните жреци на култа към семитското божество Ел-Габал (латинизирано като Елагабал, елинизирано като Хелиогабал). Култът, популярен в Сирия, е еквивалент на Сол и Юпитер, но включва ритуали, необичайни за гръко-римската религия. Бъдещият император служи като главен жрец в храма на Елагабал в град Емеса и по-късно възприема името на божеството като свое собствено.
Доведен на трона неочаквано, до голяма степен поради слабото управление на Макрин, Елагабал е крайно непригоден за император младеж, който вероятно би прекарал живота си в богослужения на неговото любимо божество, ако не били амбициите на неговите баба и майка, подпомогнати в случая от родството си с династията на Северите. Чрез пари и обещания баба му Юлия Меса спечелва на своя страна много от войските в зимните лагери на изток, продължавайки започнатата от нейната сестра, бившата императрица Юлия Домна, борба за сваляне на узурпатора Макрин, с цел връщане на династията на власт.
Наследените средства и местен авторитет на семейството, заедно с разпространявания слух, че Хелиогабал е незаконен син на Каракала от братовчедка му Соемия, а и провалът на непопулярния Макрин срещу Партия, осигуряват бърз път на едва 14-годишното момче към трона. Със съучастието на сирийския легат Комазон в Сирия започва войнишки бунт, при който Елагабал е обявен за император. Като логичен ход той приема официалното династично име Марк Аврелий Антонин.
Първоначално след издигането му за император от един легион (16 май 218 г.), Антонин-Елагабал не е сметнат за сериозна заплаха от Макрин, който се намира в Антиохия. Изпращайки писма до Сената, той осмива и омаловажава непълнолетния претендент, заобиколен от жени и евнуси вместо пълководци, наричайки го „Псевдо-Антонин“ и „Сарданапал“ и дори обявявайки го за луд. Сенатът в Рим поставя Елагабал и семейството му извън закона. Много войски обаче се отмятат от Макрин, който скоро е разбит пред Антиохия (лятото на 218). При опита си да избяга Макрин бива заловен и убит, а Сенатът на Рим побързва да узакони новия владетел, проклинайки името на предишния.

## Скандално управление
Още от самото начало става ясно, че младият император е прекалено ексцентричен и неподготвен, за да държи властта. Реално делата се ръководят от баба му Меса, която побързва да посети столицата, където да подготви чрез подкупи и уговорки ситуацията сред управляващите кръгове преди идването на внука си.
Самият император прекарва близо година в триумфално пътуване из провинциите, придружено от пищни тържества, минавайки през Мала Азия, Тракия, Гърция и Италия. Кулминацията е самото възшествие в Рим, където, сред невероятно разточителство и огромна свита от танцьори, слуги, евнуси, храмови куртизанки, сирийски жреци на Кибела и всевъзможна тълпа, доведена от Ориента, Елагабал влиза тържествено в града, носейки свещеното изображение на божеството, извършва жертвоприношения, съпътствани от дивашки обреди и бурни танци, при които се премята презглава, пее или вика в екстаз, предизвиквайки всеобщо изумление.
Многобройни истории са се запазили за това с какво и как е Елагабал е запълвал дните си като римски император. Вероятно част от тези описания са преувеличени или доразвити от по-късни летописци. Например живеел сред разюздан разкош – дори и при първото влизане в Сената отказал да сложи тога, защото била направена от обикновена тъкан – вместо това носел различни ориенталски мантии от пурпурна коприна, отрупани със злато и скъпоценности, дотолкова че показно се превивал под тежестта им. Видът и поведението му са описвани като безобразни: боядисвал лицето си с големи количества грим и спял през деня, като израз на екстравагантен живот, а нощем вилнеел дегизиран като проститутка и обикалял бордеите на Рим. Пълнел фонтани с вино и похарчвал цяло състояние за редки деликатеси – езици от пауни и славеи, камилски пети, свинска матка; накратко – опитвал се да подражава или надмине луксозното прахосничество на императори като Калигула и Нерон.
Всекидневно в чест на божеството са принасяни в жертва стотици бикове и овце, а ритулите завършват придружавани от пиянски оргии. По време на редовните си пиршества Елагабал имал обичай да раздава на приятелите си богати подаръци, прахосвайки огромни суми за всевъзможни приумици. Според една от историите по време на празненство от подвижните тавани на трапезарията се изсипали толкова много розови листа, че затрупали онези от гостите, които били твърде пияни, за да се измъкнат, и така някои се задушили.
Прекарвайки повечето време в забавления или в богослужения като жрец на Елагабал, безразличен към държавните дела и погълнат изцяло с крайностите си, Елагабал скоро се оказва неконтролируема тежест дори и за баба си. Като император той пренебрегва и унижава знатните граждани и назначава на важни административни постове свои приближени, често случайни и некомпетентни хора: танцьори, мимове, певци, актьори, гладиатори, водачи на колесница. Елагабал предизвиквал нарастващо негодувание в Рим, арогантно потъпквайки всякакви морални норми: жени се два пъти за девствена жрица на Веста, създава Сенат от жени и, за срам и ужас на моралистите в Рим, принуждава мнозина граждани, включително и сенатори, да участват като слуги в ритуалите на Хелиогабал, комуто дори принася човешки жертвоприношения с младежи от благородни италийски родове.
Подобно на любимото божество, с което се отъждествявал, Елагабал пожелал да смени пола си, обещавайки да дари половината империя на онзи лекар, който успее да му помогне (поради това в летописа на Зонара е наречен „Двуутробния“). Сгодява се за своя любим колесничар Хиерокъл и за атлета Зотик. Започва да наказва всеки, който му се подиграва открито. Планира да наложи култа към Елагабал, за да измести останалите религии. Същевременно майка му Соемиа насърчава неговите дела и развлечения и сама участва в тях.

### Сваляне от власт
В армията, върнала на власт династията на Северите, още през първите месеци след възкачването на Елагабал избухнал бунт сред някои легиони, предизвикан от странностите, които показал новият император (опитът за узурпация на Гелий Максим). С употреба на пари и оръжие заплахите били пресечени, но управлението оставало нестабилно.
В появилия се държавен и семеен конфликт Юлия Меса действала бързо и успешно, като отстранила дъщеря си и нейния син, използвайки преторианците. Меса организирала заговор срещу своя недостоен внук на трона, а междувременно успяла да приобщи към властта другия си внук, малолетния Алексиан, който печели привърженици и е издигнат за цезар. Превратът срещу Елагабал е осъществен на 11 март 222 година. Подгонен от убийците, изоставен от преторианската охрана, сваленият император опитал да се скрие в една от клоаките на двореца, където според Херодиан бил намерен и убит заедно с майка си. Тялото му било обезглавено и влачено от побеснялата тълпа по Хиподрума и улиците на града, след което било разкъсано и хвърлено в Тибър.
Смъртта на най-позорния римски император удовлетворила и народа, и армията, и сенаторите, а името му било проклето навеки и изличено от надписите („Damnatio memoriae“). Сенатът постановил никой император да не използва занапред славното някога име на Антонин, вече необратимо опетнено.